# Atractodes muiri
Atractodes muiri là một loài tò vò trong họ Ichneumonidae.